# یاس‌دوژا
یاس‌دوژا (به مجاری:  Jászdózsa) یک منطقهٔ مسکونی در مجارستان است که در ناحیه یاس‌آپاتی واقع شده‌است. یاس‌دوژا ۴۲٫۸۶ کیلومتر مربع مساحت و ۲٬۲۶۲ نفر جمعیت دارد.